# گورنو پوله
گورنو پوله (به بلغاری: Gorno Pole) یک منطقهٔ مسکونی در بلغارستان است که در شهرستان ماجاروفو واقع شده‌است.